# Ocrelizumab
Ocrelizumab es un anticuerpo monoclonal humanizado anti-CD20. Se dirige al marcador CD20 de los linfocitos B y por lo tanto es un fármaco inmunosupresor. El ocrelizumab se une a un epítopo que se superpone al epítopo al que se une el rituximab.
Fue aprobado por la FDA en marzo de 2017 y por la  EMA en enero de 2018 como un tratamiento para la esclerosis múltiple, y el primer medicamento aprobado para la forma progresiva primaria de la EM; fue descubierto, desarrollado y es comercializado por Genentech, subsidiaria de Hoffmann-La Roche, bajo el nombre comercial de Ocrevus.
Además de para el tratamiento de la esclerosis múltiple, este tratamiento se ha usado off-label para el manejo de otras enfermedades autoinmunes como el pénfigo vulgar

## Forma de administración
Se administra por perfusión intravenosa a través de una línea exclusiva, después de su dilución. Las perfusiones de Ocrevus no se deben administrar en inyección intravenosa rápida o bolo.